# Folkerts (Band)
Folkerts war der Name eines Musikerduos, bestehend aus der Chansonsängerin Susanne Folkerts (jetzt Anna Haentjens) und dem Pianisten und Komponisten Gerhard Folkerts, die in den 1980er Jahren in Uetersen wirkten und wohnten und dort auch 1984 den Kulturpreis des Kreises Pinneberg erhielten.

## Werk
Zahlreiche Kulturpreise – u. a. der erste Preis im Bundeswettbewerb Gesang des Deutschen Musikrates für Chanson-Interpretation (1981) – und mehrere Auftritte in der Hamburger Akademie der freien Künste zeugen von dem künstlerischen Rang des Musikerduos, das 1978 zum ersten Mal gemeinsam auftrat.
Es waren literarische Lieder- bzw. Chansonabende, z. T. auch in Verbindung mit Rezitation, die das Musikerduo darbot. Susanne Folkerts interpretierte, Gerhard Folkerts begleitete sie am Klavier. Die Vertonungen der literarischen Texte besorgte der auch für andere Künstler komponierende Gerhard Folkerts selbst. Bisweilen steuerte auch die Sängerin eine Vertonung bei.
Hauptsächlich brachte das Duo Vertonungen moderner Autoren wie Heinz Kahlau, Gisela Steineckert oder Peter Härtling, aber auch Klassiker wie Wolfgang Borchert oder Johann Wolfgang von Goethe befanden sich im Repertoire.

## Auszeichnungen
- 3. Preis im Bundeswettbewerb Gesang des Deutschen Musikrates für Chanson-Interpretation (1979)
- Preisträger der Deutschen-Phono-Akademie (1980)
- 1. Preis im Bundeswettbewerb Gesang des Deutschen Musikrates für Chanson-Interpretation (1981)
- Künstlerstipendium des Landes Niedersachsen (1983)
- Kulturpreis des Kreises Pinneberg (1984)[1]

## Diskografie
- Folkerts: In Wettern (1984)

## Programme (Freie Akademie der Künste)
- Der Anspruch der Musik – Lieder, Songs, Kammermusik, Paul Dessau zum Gedächtnis. Mit Peter Roggenkamp und Jean Claude Gérard (1985)
- Im Chanson – Schriftsteller der Akademie vertont von Komponisten der Akademie (1990)
- Wolfgang Borchert – Peter Striebeck liest Prosa Susanne Folkerts singt Lieder und Chansons nach Texten von Borchert, vertont von Dieter Einfeldt, Günter Friedrichs, Albrecht Gürsching, Norbert Linke(1992)